# Game of Thrones/Staffel 4
Die vierte Staffel der US-amerikanischen Fernsehserie Game of Thrones wurde 2014 erstmals im Fernsehen ausgestrahlt, beim US-Sender HBO. Der deutsche Sender Sky Atlantic HD übernahm ebenfalls 2014 die deutschsprachige Erstausstrahlung.

## Handlung
Die Erstausstrahlung der vierten Staffel war vom 6. April bis zum 15. Juni 2014 auf dem US-amerikanischen Kabelsender HBO zu sehen. Die deutschsprachige Erstausstrahlung sendete der Pay-TV-Sender Sky Atlantic HD vom 2. Juni bis zum 4. August 2014.
| Nr. (ges.) | Nr. (St.) | Deutscher Titel                      | Originaltitel              | Erstausstrahlung USA | Deutschsprachige Erstausstrahlung (D) | Regie             | Drehbuch                    | Zuschauer (USA) | Länge      |
| --- | --------- | ------------------------------------ | -------------------------- | -------------------- | ------------------------------------- | ----------------- | --------------------------- | --------------- | ---------- |
| 31 | 1         | Zwei Schwerter                       | Two Swords                 | 6. Apr. 2014         | 2. Juni 2014                          | D. B. Weiss       | David Benioff & D. B. Weiss | 6,64 Mio.       | 60 Minuten |
| In Königsmund übergibt Tywin Lennister seinem Sohn Jaime ein neues Schwert, das aus dem valyrischen Schwert Eddard Starks angefertigt worden ist. Tywin drängt Jaime dazu, sein Erbe in Casterlystein anzutreten. Jaime besteht jedoch darauf, trotz des Verlustes seiner rechten Hand weiterhin in der Königsgarde zu dienen. Das Verhältnis zwischen Jaime und Cersei hat sich abgekühlt. Sansa ist aufgrund der Nachrichten vom Tod ihres Bruders und ihrer Mutter traumatisiert. Tyrion versucht vergeblich, sie zu trösten, wobei Shae eifersüchtig reagiert. Die Hochzeit von Joffrey und Margaery rückt näher. Doran Martell, Prinz von Dorne, wurde ebenfalls eingeladen, doch an seiner Stelle erscheint sein jüngerer Bruder Oberyn Martell in der Hauptstadt. Dieser will Rache für die Ermordung seiner Schwester Elia nehmen, der Ehefrau Prinz Rhaegar Targaryens, die am Ende von Roberts Rebellion während der Plünderung von Königsmund zusammen mit ihren Kindern von den Lennisters ermordet wurde. In den Flusslanden ist Arya Stark mit dem Bluthund in Richtung des Tals von Arryn unterwegs. Sie treffen auf Polliver, der Aryas Freund Lommy getötet hatte. Es kommt zum Kampf und Arya tötet Polliver eigenhändig. An der Mauer gesteht Jon Schnee, dass er sich zum Schein den Wildlingen angeschlossen hatte, und warnt die Befehlshaber, darunter Alliser Thorne, dass Mance Rayder mit einer großen Streitmacht auf die Mauer vorrücke. In Essos rückt Daenerys Targaryen auf Meereen vor, die letzte große Stadt der Sklavenbucht. Ihre Drachen werden immer schwerer zu kontrollieren. Daario Naharis versucht, Daenerys näher zu kommen. |           |                                      |                            |                      |                                       |                   |                             |                 |            |
| 32 | 2         | Der Löwe und die Rose                | The Lion and the Rose      | 13. Apr. 2014        | 9. Juni 2014                          | Alex Graves       | George R. R. Martin         | 6,31 Mio.       | 55 Minuten |
| Im Norden vertreibt sich Ramsay, unehelicher Sohn von Lord Roose Bolton, die Zeit mit sadistischen Jagdspielen auf Menschen. Der psychisch gebrochene und physisch heruntergekommene Theon begleitet ihn ständig. Lord Bolton trifft bald darauf in Grauenstein ein, dem Stammsitz seines Hauses. Er macht Ramsay Vorwürfe wegen Theons Zustandes, da er ihn als Faustpfand gegen Lord Balon Graufreud einsetzen wollte. Ramsay teilt Roose Bolton mit, dass Bran und Rickon Stark noch am Leben sind und, solange dies der Fall sei, die Herrschaft der Boltons im Norden in Gefahr sei. Lord Bolton gibt Locke den Befehl, die Starkkinder zu jagen. Ramsay wiederum soll die Eisenmänner vom strategisch wichtigen Ort Moat Cailin (in der dt. Fassung „Maidengraben“) vertreiben, da sonst das Heer der Boltons nicht in den Norden zurückkehren könne. Bran Stark ist währenddessen mit den Reeds im Land jenseits der Mauer unterwegs, wo er weitere Visionen hat und immer wieder seine Fähigkeit als „Warg“ nutzt. Auf Drachenstein wird Selyse Baratheon, Ehefrau von Stannis, immer fanatischer hinsichtlich ihres Glaubens an den roten Gott, während Stannis selbst sogar Menschenopfer durchführen lässt. In Königsmund ist Jaime verbittert, da er seine Schwerthand nicht mehr nutzen kann, doch Tyrion stellt ihm Bronn zur Verfügung, damit Jaime seine linke Hand trainieren kann. Tyrion macht sich Sorgen um Shaes Sicherheit und verstößt sie. Es kommt zur prunkvoll inszenierten Hochzeit zwischen Joffrey und Margaery. Der gesamte Hof ist versammelt, auch Mace Tyrell, Lord von Rosengarten, und Prinz Oberyn Martell, der seine Abneigung gegenüber den Lennisters kaum verhehlt. Joffrey macht sich mit einem Schauspiel von Kleinwüchsigen über Tyrion und dessen Frau lustig, der daraufhin Joffrey verspottet. Dieser gerät in Rage und demütigt offen seinen Onkel, indem dieser als sein Mundschenk fungieren muss. Joffrey schneidet den Hochzeitskuchen an, isst davon und trinkt Wein. Kurz darauf bekommt er keine Luft mehr und stirbt unerwartet an einer Vergiftung. Cersei macht Tyrion für den Tod ihres Sohnes verantwortlich und lässt ihn festnehmen. |           |                                      |                            |                      |                                       |                   |                             |                 |            |
| 33 | 3         | Sprengerin der Ketten                | Breaker of Chains          | 20. Apr. 2014        | 16. Juni 2014                         | Alex Graves       | David Benioff & D. B. Weiss | 6,59 Mio.       | 57 Minuten |
| In Königsmund wird Tyrion inhaftiert, da man ihm unterstellt, Joffrey ermordet zu haben. Er wird im Kerker von seinem Knappen Podrick besucht. Dieser hat sich geweigert, für eine Bestechung gegen Tyrion auszusagen. Tyrion erkennt, dass Podrick aufgrund seiner Loyalität nun selbst in Gefahr ist. Der Leichnam Joffreys wird in der Septe von Baelor aufgebahrt. Tywin unterweist Tommen, Cerseis zweiten Sohn und zukünftigen König, darin, was einen guten und weisen König ausmache: Nicht Frömmigkeit oder Stärke allein seien entscheidend, sondern auf seine Ratgeber zu hören; Joffrey tat das nicht und war weder ein guter noch ein weiser König. Cersei weist Jaimes Annäherungen zurück, Jaime zwingt sie neben Joffreys Leichnam zum Sex. Tywin sucht Prinz Oberyn auf und bietet ihm einen Platz im kleinen Rat und die Chance an, Rache an Ser Gregor Clegane zu nehmen, der Oberyns Schwester und deren Kinder am Ende von Roberts Rebellion grausam ermordet hatte. Als Gegenleistung soll Oberyn am Prozess gegen Tyrion als Richter teilnehmen, woraufhin Oberyn einwilligt. Sansa wird von Ser Dontos, der sie während der Hochzeitsfeier fortführte, zu einem Schiff gebracht. Dort wird sie von Petyr Baelish empfangen, der Ser Dontos töten lässt und Sansa versichert, sie sei nun in Sicherheit. Auf Drachenstein erfährt Stannis Baratheon vom Tod Joffreys, doch ihm fehlen derzeit die Mittel, dies auszunutzen. In den Flusslanden sind Sandor Clegane und Arya Stark weiterhin auf der Flucht, wobei Sandor einen Mann ausraubt, der ihnen kurzzeitig Zuflucht gewährt hatte. An der Mauer überfällt und tötet die Vorhut der Wildlinge (mit Ygritte, Tormund und einer Gruppe der kannibalischen Thenns) mehrere Menschen. In der Schwarzen Festung erfahren die Männer der Nachtwache von der Ermordung Jeor Mormonts und der Meuterei bei Craster. Jon Schnee warnt noch einmal vor der drohenden Gefahr durch die Wildlinge, zumal Rayder durch die Meuterer erfahren könnte, wie wenig Männer die Mauer verteidigen. In Essos hat Daenerys Targaryen mit ihrem Heer Meereen erreicht. Der Champion der Stadt verspottet Daenerys, wird jedoch rasch von Daario Naharis getötet. Daenerys hält eine Ansprache an die Bewohner der Stadt, vor allem an deren zahlreiche Sklaven. Sie sei nicht ihr Feind und werde alle Sklaven befreien. |           |                                      |                            |                      |                                       |                   |                             |                 |            |
| 34 | 4         | Eidwahrer                            | Oathkeeper                 | 27. Apr. 2014        | 23. Juni 2014                         | Michelle MacLaren | Bryan Cogman                | 6,95 Mio.       | 60 Minuten |
| In Königsmund besucht Jaime seinen Bruder Tyrion im Kerker. Tyrion macht sich keine Illusionen über den Ausgang seines Prozesses, doch versichert er Jaime, Joffrey nicht getötet zu haben. Jaime glaubt ihm, doch Cersei ist fest von der Schuld Tyrions überzeugt. Jaime übergibt Brienne sein neues Schwert und beauftragt sie, Sansa Stark zu finden und in Sicherheit zu bringen; Podrick soll Brienne dabei begleiten. Sansa ist währenddessen mit Petyr Baelish auf einem Schiff unterwegs. Baelish klärt sie darüber auf, dass er weitreichende Pläne verfolgt und auch eine Rolle bei der Ermordung Joffreys gespielt hat, da seine neuen Verbündeten dies gewünscht hatten. Olenna Tyrell offenbart ihrer Enkelin Margaery, dass sie dies in die Wege geleitet hatte, damit Margaery keine Ehe mit einem Mann wie Joffrey führen muss. An der Mauer intrigieren Ser Thorne und Janos Slynt gemeinsam gegen Jon Schnee. Dieser entschließt sich, die Meuterer bei Crasters Hof zur Strecke zu bringen. Ihn begleitet auch Locke, Gefolgsmann von Lord Bolton, der sich als neuer Rekrut ausgibt. Die Meuterer auf Crasters Hof plündern die Vorräte und vergewaltigen Crasters Töchter. Als sie einen Neugeborenen aussetzen, um ihn wie Craster den „Weißen Wanderern“ zu opfern, fallen ihnen Bran Stark, die Reeds und Hodor in die Hände. Der Anführer der Meuterer, der ehemalige Grenzer Karl, bedroht sie und Bran offenbart ihm, dass er Brandon Stark ist. In Meereen dringen einige Unbefleckte durch die Kanalisation in die Stadt ein und übergeben den dortigen Sklaven Waffen. Die Sklaven der Stadt erheben sich gegen ihre Meister und begrüßen Daenerys Targaryen als ihre Befreierin. Daenerys ordnet die Hinrichtung von 163 gefangenen Meistern als Vergeltung dafür an, dass diese auf der Straße nach Meereen 163 Kinder gekreuzigt hatten. Im Land jenseits der Mauer hat ein „Weißer Wanderer“ den Neugeborenen von Crasters Hof an einen unbekannten Ort gebracht, wo er in einen der ihren „verwandelt“ wird. |           |                                      |                            |                      |                                       |                   |                             |                 |            |
| 35 | 5         | Der Erste seines Namens              | First of His Name          | 4. Mai 2014          | 30. Juni 2014                         | Michelle MacLaren | David Benioff & D. B. Weiss | 7,16 Mio.       | 60 Minuten |
| In Königsmund erfolgt die Krönung Tommens zum „König der Andalen und der Ersten Menschen“. Cersei führt ein Gespräch mit Margaery Tyrell und gesteht ihr, dass sie Joffrey als ihren Erstgeborenen zwar geliebt, aber auch gewusst habe, was für ein schrecklicher Mensch er war. In einem anderen Gespräch mit ihrem Vater Tywin erfährt Cersei, dass die Goldminen der Lennisters seit drei Jahren völlig erschöpft sind. Die Krone könne nur aufgrund von Krediten der „Eisernen Bank“ von Braavos die laufenden Kosten decken und die dadurch entstandenen Schulden seien enorm, weshalb das Bündnis der Lennisters mit den Tyrells von so großer Bedeutung sei. Brienne von Tarth und Podrick Payne sind auf der Suche nach Sansa Stark, während Arya Stark immer noch mit Sandor Clegane unterwegs ist. Sansa erreicht mit Petyr Baelish das Tal von Arryn. Auf Hohenehr wird sie von ihrer Tante Lysa begrüßt, doch ihre Identität soll verheimlicht werden. Lysa erinnert Petyr daran, dass sie aus Liebe zu ihm und auf dessen Wunsch hin ihren Ehemann Jon Arryn vergiftet und den Mord in einem Brief an Catelyn Stark den Lennisters nur angehängt hatte. Damit ist Petyr Baelish für den vor Jahren in Gang gesetzten Konflikt der Häuser Stark und Lennister maßgeblich verantwortlich. Lysa fordert als Dank, dass Petyr sie heirate, worin er einwilligt. Außerdem plant sie die Verheiratung von Sansa Stark mit ihrem Sohn Robin. Im Land jenseits der Mauer werden Bran Stark, die Reeds und Hodor weiterhin von den Meuterern auf Crasters Hof gefangengehalten. Jon Schnees Trupp überfällt die Meuterer, wobei Locke Bran als Brandon Stark erkennt und ihn heimlich fortschaffen will. Bran gelingt es jedoch, seine Fähigkeit zu nutzen und Besitz von Hodors Geist zu übernehmen und Locke zu töten. Bran, die Reeds und Hodor entfernen sich vom Hof, um den Wehrholzbaum aus Brans Visionen zu finden. Jon Schnee, der nichts davon mitbekommt, kämpft mit Karl, dem Anführer der Meuterer, den er schließlich tötet. In Essos erreicht Daenerys Targaryen die Nachricht von Joffreys Tod. Ser Barristan Selmy rät ihr, mit ihren rund 10.000 Soldaten nach Königsmund aufzubrechen, da sie nun über Schiffe verfüge und die Lage günstig sei. Daenerys erfährt aber auch, dass in den Städten Astapor und Yunkai wieder Tyrannen herrschen. Sie beschließt, zunächst in Meereen zu bleiben und zu regieren. |           |                                      |                            |                      |                                       |                   |                             |                 |            |
| 36 | 6         | Die Gesetze von Göttern und Menschen | The Laws of Gods and Men   | 11. Mai 2014         | 7. Juli 2014                          | Alik Sakharov     | Bryan Cogman                | 6,40 Mio.       | 55 Minuten |
| In Königsmund wird der königliche Rat von Varys darüber informiert, dass Daenerys Targaryen Meereen erobert hat und dort nun residiert. Tywin beauftragt Varys, sich um Daenerys zu kümmern. Der Prozess gegen Tyrion beginnt und ein Zeuge nach dem anderen belastet ihn hinsichtlich des Todes Joffreys. Jaime erkennt, dass der Prozess eine Farce ist und bietet Tywin einen Handel an: Er wird das Weiß der Königsgarde ablegen und (wie von seinem Vater gewünscht) das Erbe in Casterlystein antreten, wenn Tyrion geschont wird. Tywin geht darauf ein; er wird Tyrion nach dessen Verurteilung erlauben, der Nachtwache beizutreten. Anschließend wird jedoch Shae, Tyrions ehemalige Geliebte, als Zeugin aufgerufen. Sie sagt aus, dass Tyrion den Mord an Joffrey mit Sansa geplant habe. Tyrion ist vom Verrat Shaes tief getroffen. Wütend weist er die Anwesenden darauf hin, dass er es war, der ihr Leben bei der Schwarzwasser-Schlacht gerettet und Königsmund vor der Plünderung bewahrt hat. Dies bedauere er nun und bestehe auf seinem Recht eines Gottesurteils durch Kampf. Stannis Baratheon und Ser Davos sind währenddessen nach Braavos gereist, um mit der „Eisernen Bank“ zu verhandeln. Die Bankiers sind abweisend, da Stannis kaum noch über Macht verfügt und in Königsmund nun Tommen regiert, hinter dem Lord Tywin steht. Davos weist die Bankiers darauf hin, dass Lord Tywin alt sei und Tommen nur ein Kind; wenn Tywin sterbe, garantiere niemand mehr, dass die Bank das geliehene Geld zurückerhalte. Stannis hingegen stehe immer zu seinem Wort. Die Bankiers willigen schließlich ein. Im Norden unternimmt Asha Graufreud einen Befreiungsversuch für ihren Bruder Theon. Dieser ist jedoch von der vorherigen Folter gebrochen und weigert sich, Asha zu begleiten; Ramsay Schnee hingegen ist zufrieden mit Theon und will ihn dafür benutzen, Moat Cailin zu erobern. In Meereen hält Daenerys Targaryen Hof. Hizdahr zo Loraq, einer der führenden Männer der Stadt, bittet um Erlaubnis, seinen Vater würdevoll zu bestatten, der zu den gekreuzigten Meistern der Stadt gehört, aber keine Schuld am Tod der 163 Kinder trug. Daenerys muss erkennen, welche Konsequenzen sich aus ihren Handlungen ergeben, und willigt ein. |           |                                      |                            |                      |                                       |                   |                             |                 |            |
| 37 | 7         | Die Spottdrossel                     | Mockingbird                | 18. Mai 2014         | 14. Juli 2014                         | Alik Sakharov     | David Benioff & D. B. Weiss | 7,20 Mio.       | 55 Minuten |
| In Königsmund befindet sich Tyrion in einer scheinbar hoffnungslosen Lage. Jaime kann seinem Bruder im kommenden Gottesurteil durch Kampf nicht beistehen und Bronn will es nicht. Er wird in Kürze eine vorteilhafte Ehe eingehen. Cerseis Vertreter im Kampf ist niemand anders als Ser Gregor Clegane; das Risiko ist Bronn daher zu groß. Zuletzt wird Tyrion im Kerker von Prinz Oberyn Martell besucht. Dieser teilt Tyrion mit, dass Cersei versucht habe, ihn zu manipulieren und sie Tyrion offenbar innig hasse. Doch Oberyns Hass gilt den Lennisters und Ser Gregor, der vor Jahren Oberyns Schwester und deren Kinder getötet hat. Der Prinz stellt sich daher als Tyrions Champion zur Verfügung. In den Flusslanden sind Arya Stark und Sandor Clegane auf dem Weg ins Tal von Arryn, als sie auf einen sterbenden Mann treffen. Dieser beklagt sich darüber, wie die Welt aus der Balance geraten ist und sie doch eigentlich fair sein sollte. Sandor tötet den Mann, um ihm weitere Qualen zu ersparen, und berichtet Arya von seiner Kindheit und den Grausamkeiten seines Bruders. Brienne von Tarth und Podrick sind währenddessen auf eine mögliche Spur von Arya geraten. Auf Drachenstein besteht Melisandre darauf, dass Stannis’ Tochter Shireen sie auf ihrer baldigen Reise begleitet. Im Tal von Arryn erklärt Petyr Baelish Sansa, dass er ihre Mutter sehr geliebt habe und dies mit ein Grund gewesen sei, warum er sich an Joffreys Ermordung beteiligt hat. Er küsst Sansa, die davon vollkommen überrascht ist. Lysa Arryn beobachtet die Szene und droht Sansa, sie durch das Mondtor in die Tiefe zu stürzen. Petyr rettet Sansa und erklärt Lysa, dass er immer nur eine Frau geliebt habe – nämlich Catelyn, ihre Schwester; dann stößt er Lysa durch das Mondtor. An der Mauer kehrt Jon Schnee von Crasters Hof zurück. Ser Alliser verachtet ihn noch immer und schenkt Jons Warnungen und Ratschlägen hinsichtlich der nahenden Masse der Wildlinge unter Rayder keine Beachtung. In Meereen schlafen Daenerys und Daario Naharis miteinander. Ser Jorah ist sichtlich unzufrieden mit dieser Entwicklung und fragt Daenerys, wie sie dem Söldner trauen könne. Sie entgegnet, dass sie dies nicht tue und den Söldnern befohlen habe, Yunkai zurückzuerobern und die dortigen Meister zu töten. Als Jorah sie warnt, dass die Welt nicht schwarz und weiß sei, ändert Daenerys ihre Meinung. Der Adelige Hizdahr zo Loraq aus Meereen solle die Söldner begleiten und den Sklavenmeistern eine Wahl lassen: Sie können in ihrer neuen Welt ohne Sklaverei leben oder mit ihrer alten Welt untergehen. |           |                                      |                            |                      |                                       |                   |                             |                 |            |
| 38 | 8         | Der Berg und die Viper               | The Mountain and the Viper | 1. Juni 2014         | 21. Juli 2014                         | Alex Graves       | David Benioff & D. B. Weiss | 7,17 Mio.       | 55 Minuten |
| Im Gebiet der Mauer im Norden massakriert die Vorhut der Wildlinge ein kleines Dorf, wobei Goldie und ihr Baby überleben. Mitglieder der Nachtwache um Jon Schnee sind beunruhigt über das Vordringen der Wildlinge. Bei der strategisch wichtigen Festung Moat Cailin, die den Zugang zum Norden beherrscht, trifft die Vorhut der Boltons ein. Ramsay Schnee gibt Theon, der weiterhin von sich nur als „Stinker“ redet, den Auftrag, die Kapitulation der Eisenmänner in der Festung zu erwirken; ihnen soll freier Abzug gewährt werden. Nach der Kapitulation werden die Männer der Garnison jedoch brutal getötet und teils gehäutet, so wie es die Boltons seit Jahrtausenden mit ihren Feinden machen. Lord Roose Bolton trifft mit dem Hauptheer ein und ist zufrieden. Nun sei der gesamte Norden, der größer ist als die anderen sechs Königreiche von Westeros, in seiner Hand. Ramsay wird zum Dank von Lord Bolton legitimiert und ist damit nun sein rechtmäßiger Erbe. In Meereen entwickelt „Grauer Wurm“ Gefühle für Missandei, die diese langsam zu erwidern scheint. Ser Barristan Selmy wird währenddessen ein Dokument zugespielt, das eine Begnadigung Jorahs durch Robert Baratheon enthält und damit die Spionage Ser Jorahs im Auftrag König Roberts belegt. Ser Barristan konfrontiert ihn damit; Ser Jorah will dies Daenerys persönlich erklären, doch Ser Barristan erklärt ihm, dass er nie wieder allein mit der Königin sprechen wird. Daenerys Targaryen ist vom Verrat Jorahs getroffen und fordert ihn auf, Meereen sofort zu verlassen. Jorah gesteht ihr seine Liebe, doch Daenerys weist ihn zornig ab; wenn er sich weiterhin in Meereen aufhalte, werde sie ihn hinrichten lassen. Jorah verlässt daraufhin die Stadt. Auf Hohenehr erscheint eine hochrangige Abordnung der Lords des Tals. Sie wollen die mysteriösen Umstände von Lysa Arryns Tod aufklären und laden auch Petyr Baelishs angebliche Nichte Alayne vor. Diese gesteht, dass sie in Wahrheit Sansa Stark ist; Lord Royce erkennt sie. Sansa schildert den Adeligen, dass ihr einziger Freund am Hof Lord Baelish gewesen sei, der sie gerettet habe. Lady Lysa habe Petyr sehr geliebt, sei aber schließlich dem Wahnsinn verfallen und habe Suizid begangen. Die Adeligen sind überzeugt und versprechen, Sansas Identität geheim zu halten, da sie selbst keine Freunde der Lennisters sind. Sansa erklärt Petyr Baelish später, dass sie mitgespielt habe, weil sie nicht wusste, welches Schicksal sie nach seiner Verurteilung erwartet hätte. Außerdem wisse sie, was Baelish wolle. Lord Robin Arryn soll seine Lords und das Tal besser kennenlernen und daher Hohenehr für eine Rundreise verlassen. In Königsmund besucht Jaime seinen Bruder Tyrion im Kerker und beide scherzen miteinander. Kurz darauf findet der Kampf zwischen Prinz Oberyn Martell und Ser Gregor Clegane statt. Tyrion ist beunruhigt, da Prinz Oberyn ohne Rüstung und nur mit einem Speer antritt, während Ser Gregor wesentlich stärker, größer und besser geschützt ist. Während des folgenden Kampfes weicht Prinz Oberyn immer wieder geschickt aus und ruft Ser Gregor zu, dass dieser Elia Martell vergewaltigt und sie sowie ihre Kinder getötet hat; Ser Gregor solle nun gestehen. Prinz Oberyn behält die Oberhand und Ser Gregor scheint bereits besiegt zu sein, als dieser im letzten Moment Oberyn ergreift und brutal tötet. Lord Tywin verkündet daraufhin, dass Tyrion schuldig sei, und verurteilt ihn zum Tode. |           |                                      |                            |                      |                                       |                   |                             |                 |            |
| 39 | 9         | Die Wächter auf der Mauer            | The Watchers on the Wall   | 8. Juni 2014         | 28. Juli 2014                         | Neil Marshall     | David Benioff & D. B. Weiss | 6,95 Mio.       | 55 Minuten |
| Die gesamte Episode spielt an der Mauer im Norden, kurz vor, während und kurz nach der dortigen Schlacht zwischen der Nachtwache und den Wildlingen bei der Schwarzen Festung. Goldie erreicht mit ihrem Baby in letzter Minute die Festung, wo Samwell Tarly glücklich darüber ist, dass sie noch am Leben ist. Die Männer der Nachtwache haben sich so gut wie möglich auf den Angriff der Wildlinge unter Manke Rayder vorbereitet, doch ihre Chancen stehen schlecht. Die Wildlinge greifen nachts an und sind zahlenmäßig tausendfach überlegen; sie verfügen zudem sogar über einige Mammuts und Riesen. Während das Gros der Wildlinge die Mauer von Norden her angreift, greift die Gruppe unter Tormund die Festung von Süden her an. Es kommt zu blutigen Gefechten, bei denen auf Seiten der Wildlinge Styr, der Anführer der kannibalistischen Thenns, ebenso getötet wird wie Ygritte, die in Jon Schnees Armen stirbt. Die Männer der Nachtwache erleiden ebenfalls hohe Verluste, wobei auch Freunde von Jon und Sam ums Leben kommen, darunter Grenn und Pyp. Am Ende kann die Nachtwache die Festung jedoch zunächst halten und den Angriff abwehren. Jon, der sich während der Kämpfe mehrmals ausgezeichnet und faktisch den Befehl übernommen hat, erinnert die überlebenden Mitglieder der Nachtwache daran, dass Manke Rayder mit anderen Teilen der Wildlinge immer noch dort draußen wartet. Jon entschließt sich dazu, Manke direkt aufzusuchen und ihn zu töten. Er hofft dadurch die einst verfeindeten und nur durch Manke vereinten Stämme wieder zu spalten. |           |                                      |                            |                      |                                       |                   |                             |                 |            |
| 40 | 10        | Die Kinder                           | The Children               | 15. Juni 2014        | 4. Aug. 2014                          | Alex Graves       | David Benioff & D. B. Weiss | 7,09 Mio.       | 65 Minuten |
| In Königsmund teilt Cersei ihrem Vater mit, dass sie unter keinen Umständen Loras Tyrell heiraten werde. Lord Tywin reagiert zornig, doch Cersei konfrontiert ihn mit der Wahrheit hinsichtlich ihrer Beziehung mit Jaime, die Tywin nicht wahrhaben wollte. Cersei geht zu Jaime, berichtet ihm von ihrer Unterhaltung mit Tywin und erklärt, dass sie nur ihn wolle. Beide schlafen miteinander. Tyrion wird von Jaime aus dem Kerker befreit. Jaime erklärt, dass Varys bei der Flucht helfen werde, und die Brüder verabschieden sich voneinander. Tyrion geht in die Gemächer seines Vaters. Dort trifft er auf Shae, die offenbar mit Lord Tywin geschlafen hat. Tyrion erwürgt sie und findet seinen Vater auf der Toilette, wo er ihn mit einer Armbrust bedroht. Tywin gesteht, dass er Tyrion immer gehasst habe, dass er ihn als Lennister aber nicht hinrichten werde; sie sollen das Gespräch anderswo fortsetzen. Als Tywin Shae als Hure bezeichnet, tötet Tyrion seinen Vater mit der Armbrust. Er wird von Varys an Bord eines Schiffes gebracht, mit dem beide die Hauptstadt verlassen. Im Gebiet des Tals von Arryn treffen Brienne und Podrick auf Arya und Sandor Clegane. Brienne erkennt, dass das Mädchen Arya Stark ist, und will sie gemäß ihrem Schwur Catelyn gegenüber in Sicherheit bringen. Sandor weigert sich, Arya zu übergeben; da ihre Eltern und ihre Geschwister tot seien und Winterfell nur noch eine Ruine, sei sie nirgendwo mehr sicher. Brienne und Sandor kämpfen miteinander und der Bluthund unterliegt. Arya hat sich abgesetzt. Sie geht später zum sterbenden Sandor zurück, nimmt ihm die Münzen ab und lässt ihn zum Sterben zurück. Sie findet ein Schiff, das nach Braavos segelt, und zeigt dem Kapitän die Münze, die ihr einst Jaqen H'ghar gegeben hat und sagt zu ihm Valar morghulis. Der Kapitän verneigt sich und willigt ein, sie mitzunehmen. An der Mauer geht Jon Schnee zu Manke Rayder. Manke erklärt, dass Jon ihn verraten hat, doch Jon entgegnet, dass er seinen Eiden der Nachtwache gegenüber treu war. Manke weigert sich, mit den Wildlingen umzukehren, und fordert Jon zur Kapitulation auf; die Wildlinge wissen, dass die „weißen Wanderer“ nahen und wollen nur den Schutz der Mauer für sich nutzen. Das Lager der Wildlinge wird unerwartet von starker Reiterei angegriffen; die überraschten Wildlinge können ihnen nichts entgegensetzen und werden besiegt. Es handelt sich um Stannis Baratheon, der den „König jenseits der Mauer“ festsetzen lässt. Jon gibt ihm den Rat, alle Leichen sofort zu verbrennen. Im Land jenseits der Mauer erreichen Bran, Hodor und die Reets den Baum aus Brans Visionen. Sie werden plötzlich von wiederbelebten Skelettkriegern angegriffen. Ein Helfer mit dem Aussehen eines kleinen Kindes bringt sie in Sicherheit, doch Jojen stirbt während des Kampfes. Ihr Helfer offenbart ihnen, dass seine Art von den „Ersten Menschen“, die Westeros vor Jahrtausenden besiedelt haben, „Kinder“ genannt worden sei, wenngleich sie älter als die Menschheit sei. Sie werden zu einem uralten Mann geführt, der im Inneren der Baumhöhle lebt. Er ist die „dreiäugige Krähe“ aus Brans Visionen; er sei im Laufe der Zeit Vieles gewesen, nun sei er das, was Bran sehe. Er habe sie alle schon lange beobachtet und auf sie gewartet. Brandon Stark werde nie wieder laufen können, doch er werde fliegen. In Meereen muss Daenerys Targaryen erkennen, dass ihre Drachen immer unberechenbarer werden; sie haben ein Kind getötet. Daenerys entschließt sich, die zwei Drachen in der Stadt anzuketten. Der dritte Drache ist noch auf der Jagd. |           |                                      |                            |                      |                                       |                   |                             |                 |            |

## Beispiele für Unterschiede zum Buch
- Einige spätere Handlungsstränge werden bereits jetzt dargestellt. Dies betrifft Teile der Handlung um Lord Roose Bolton und Theon Graufreud im Norden und Bran Stark im Land jenseits der Mauer, die erst im fünften Band, A Dance with Dragons, geschildert werden.

Eidwahrer (4.04)
In dieser Episode finden sich mehrere, teils erhebliche Abweichungen.
- Die Handlung in Meereen weicht etwas von der Buchhandlung ab. In der Buchvorlage wurde die Eroberung als Strafaktion von Barristan Selmy und Jorah Mormont geleitet.
- Lord Bolton hatte nie einen Mann zur Mauer geschickt (hier Locke); ebenso wenig plante Jon Schnee, sich zu den Meuterern bei Crasters Hof zu begeben.
- Bran Stark fiel nie in die Hände der Meuterer.
- Szenen geben Einblick in die Handlungen der „weißen Wanderer“, die in den Büchern nicht beschrieben werden.
- Im Buch wird Sansa als Petyrs uneheliche Tochter auf Hohenehr ausgegeben, nicht als seine Nichte.

Die Gesetze von Göttern und Menschen (4.06)
- Stannis und Davos reisen in den Büchern nicht nach Braavos. Stannis erhält jedoch (allerdings erst im fünften Originalband A Dance with Dragons) Geldzahlungen der Eisernen Bank.
- Asha Graufreud unternimmt in den Büchern keinen Rettungsversuch für ihren Bruder Theon.

Der Berg und die Viper (4.08)
- In den Büchern wusste Ser Barristan die ganze Zeit, dass Ser Jorah für Robert Baratheon spioniert hatte, und offenbart dies am Ende des dritten Originalbands, während dies in der Serie Ser Barristan und Daenerys durch ein zugespieltes Schreiben erfahren.
- In den Büchern erfahren die Lords des Tals von Arryn nichts von Sansas wahrer Identität. Zudem wird Lysas Tod als Mord durch einen (in der Serie nicht anwesenden) Sänger inszeniert.

Die Wächter auf der Mauer (4.09)
- Sam Tarly ist beim ersten Wildlingsangriff noch nicht wieder zurück in der schwarzen Festung, ebenso wenig wie Goldy. Auch Alliser Thorne und Janos Slynt sind zu dieser Zeit noch nicht in der Festung.
- Die Darstellung der Kämpfe weicht in mehreren Punkten von der Buchvorlage ab – die Schlacht auf der Südseite findet in den Büchern getrennt und viel früher vor der großen Schlacht auf der Nordseite statt. Pyp und Grenn überleben zudem im Buch die Schlacht.

Die Kinder (4.10)
- Jon Schnee geht in den Büchern nicht freiwillig zur Verhandlung mit Manke Rayder. Dieser droht dort mit dem Niederreißen der Mauer durch das Horn des Winters.
- Sandor Clegane kämpft im Buch nie gegen Brienne.
- Jojen Reed stirbt im Buch nicht.
- In den Büchern gehen Tyrion und Jaime im Streit auseinander, da Jaime auf Tywins Anweisung über Tyrions (erste) Ehefrau Tysha gelogen hat. Die Konfrontation und das Erschießen von Tywin mit der Armbrust unterscheiden sich daher auch deutlich. Zudem bringt die in der Serie nicht stattfindende Offenbarung über Tysha Tyrion dazu, Jaime anzulügen und zu behaupten, er habe Joffrey umgebracht; in der Serie ist Jaime allerdings längst von seiner Unschuld überzeugt.